# TNRSÄLDRE

## Tonårsrummet
innan var detta bara ett garage/förråd i Täby, norra Stockholm. Under denna period fanns endast en säng fullproppad med gamla kläder. År 2021 bestämde ägarna av huset att det skulle genomgås en renovering av detta rum. Denna renovering pågick under en hyfsad lång tid. Det stökiga rummet blev till en symbolisk plats för en grupp grabbar. I det nya rummet uppkom det en gaming setup, platt tv, kyl, soffa och allt man kan önska sig.
Till en början var det bara fyra grabbar vid namnet "tjockisleif". Tjockisleif bestod av fyra killar, Charlie, Gustav, Alfred och Carl. Dessa grabbar kommer spela en stor betydelse i kommande händelser i tonårsrummet.
Rummet användes inte jättemycket till en början, mest för att kolla fotboll osv.
Desto mer tiden gick, desto mer börjades rummet användas mer flitigt. Under jullovet 2024/25 så började de fyra vise männen vistas allt mer i tnrs, de aktiviteter som genomfördes var att spela in Tiktoks, vistas på ome.tv men också att ständigt argumentera med p11or om vem som fick ha tonårsrummet under kvällen.
Gastroteket
Eftersom att grabbarna i tonårsrummet alltid var hungriga efter saker så vart de en vana att gå till den närmsta butiken som var öppen 7-23 (ICA stop). En dag när de fyra vise männen var inne och spanade inne på ica märkte vi hur det satt en kille och slurpade på en monster mango loco. Denna kille var en nybliven lagkamrat till oss som numera är en avgörande medlem i tonårsrummets inre stamm. Det var på ICAs egna restaurang Gastroteket Noel satt, vi gick dit o frågade vafan han gjorde. Då sa han att de hade blivit en tradition att vistas inne på gastroteket med sin polare Hugo. Vi skrattade för oss själva och tänkte "va äre här för grabb, vad va de han tänkte med" men inte visste vi att Gastroteket skulle bli ett hem de kommande månaderna. När något speciellt sas inne på gastroteket började noel snärta med sina fingrar och vi tänkte "vafan gör han" igen. El salvadorian snap som vi senare började kalla för Loco snap blev en symbolisk gest inom Gastroteket och Tonårsrummet. Vi behöver inte prata om hur lång tid det tog för Alfred att bemästra Loco Snapen. Denna gest fördes vidare in i bergtorpskolan, klass 9d. När något bra hände, hörde man hur det snärtades i klassrummet. Så mycket så att lärarna började tröttna. En kille vid namn filip i klass 9d lärde sig snabbt gesten men han var tvungen att göra en specifik min medans han snärtade sina fingrar. Detta blev en nostalgisk gest inom klass 9d.

Musikalisk påverkan
I tnrs har många olika genrer spelats, men artister som King von (RIP) och Sickan fick en extra stor påverkan eftersom de var de artister som spelats allra mest i tnrs under tnrs unga dagar. "Acceptera" var den låten som representerade tonårsrummet, samt dansen Noel började dansa när den kom på.
Medlemmar Inre stammen: Alfred Charlie Carl Gustav Casper Axel Fabian Nicholas
Resterande folk som vistats i tnrs: Noel jasper Hugo Fabian Alice Ellie Tove Ellen Julia Wilma Hilma Ellie Ebba Vera Konstantin Hugo Filip Ture Malte Malte Oskar Linus Elliott Leo Tuva Agnes Angeliqa Sienna Tyra Angel Fred Felix Lisa Felicia Matilda Arvid Jacob William Markus